# Alphonse de Lamartine
Alphonse Marie Louis de Prat de Lamartine (21 tháng 10 năm 1790 - 28 tháng 2 năm 1869) là một nhà thơ, nhà văn theo trường phái lãng mạn nổi tiếng của nước Pháp. Ông còn là sử gia, một chính trị gia với chức Bộ trưởng bộ ngoại giao trong chính phủ Pháp.

## Tiểu sử

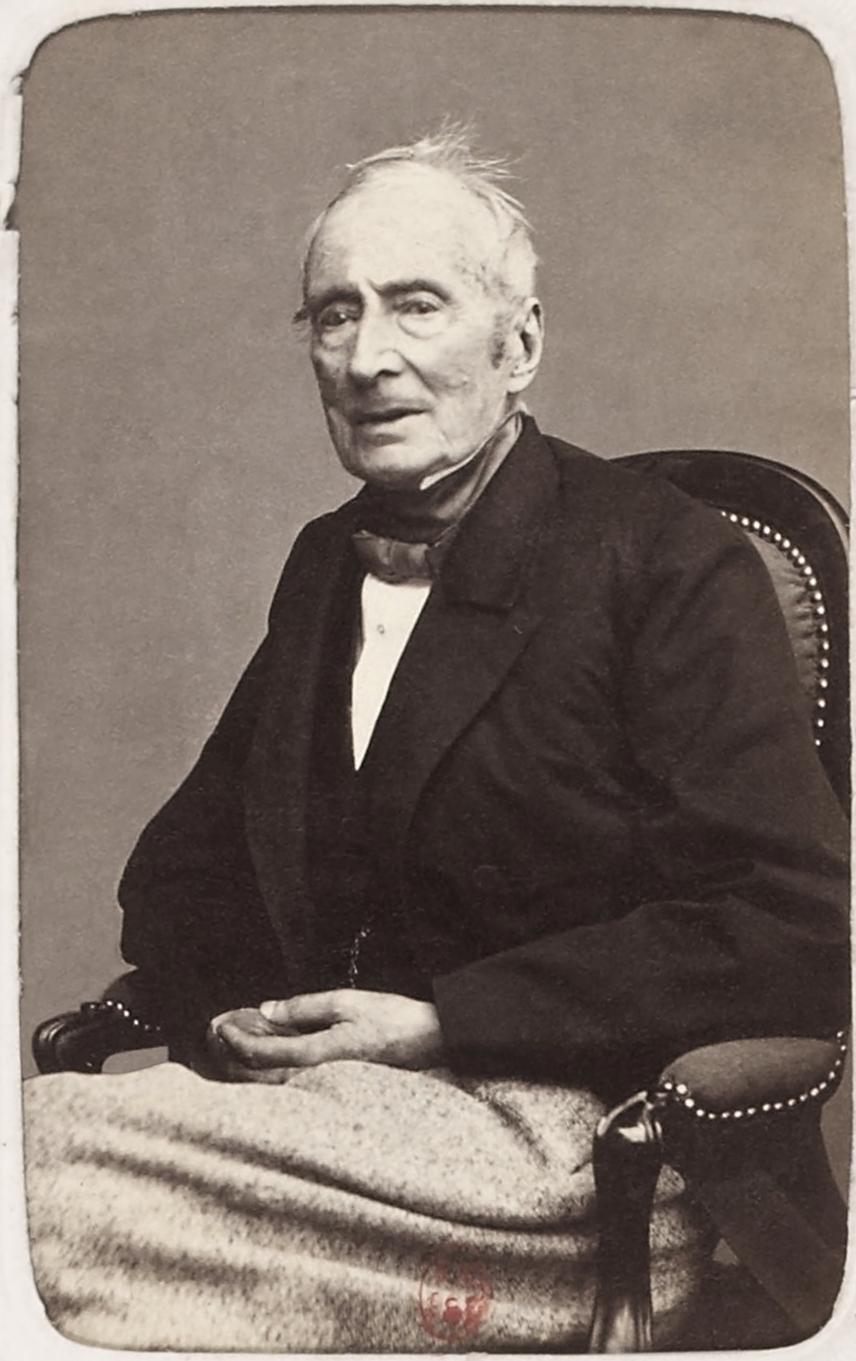
Alphonse de Lamartine, ca.1865

Lamartine sinh năm 1790 tại Mâcon, Burgundy, trong 1 gia đình quý tộc sa sút. Tuổi thơ của ông trải qua êm đềm ở làng Milly, nơi người mẹ đã dạy ông những bài học đầu tiên về tình người. Lớn lên ông vào học ở 1 trường Công giáo địa phương, sau đó nghỉ ở nhà tự học bằng cách đọc sách. Ông đọc nhiều sách của Rousseau, Chateaubriand, Bible, Dante, Swedenborg…, những tác giả này sau đó có ảnh hưởng nhiều đến văn chương của ông.
Năm 1811, ông sang Naples nước Ý để du lịch. Tại đây ông có một mối tình để 40 năm sau đó viết thành cuốn tiểu thuyết Graziella nổi tiếng. Bốn năm sau (1815), Napoléon I đánh chiếm Paris. Lamartine gia nhập đội cảnh vệ Hoàng gia, theo vua Louis XVIII chạy sang Bỉ, rồi sang Thụy Sĩ, một thời gian ngắn sau lại trở về Pháp.
Năm 1816, ông bị ốm nặng, phải vào bệnh viện ở Aix les Bains an dưỡng. Tại đây ông gặp được Julie Charles, vợ một viên sĩ quan, bị lao phổi, cũng đang điều trị. Hai người gần nhau nhiều, lại cùng cảnh ngộ, nên bất chấp thân phận, họ nảy sinh một tình yêu nồng đậm. Song cuộc tình vụng trộm ấy kéo dài chưa lâu, thì Julie Charles từ trần (tháng 12 - 1817). Mối tình đau khổ này mang lại nhiều cảm xúc nhất cho thi sĩ, khiến Lamartine viết thành tập thơ "Trầm tư", tác phẩm nổi bật nhất trong sự nghiệp của ông.
Năm 1820, tập thơ "Trầm tư" ra đời, biến ông từ một nhà thơ tỉnh lẻ thành một trong những nhà thơ nổi tiếng nhất lúc bấy giờ. Cùng năm đó ông kết hôn với Mary Ann Birch, người về sau sinh ra cho ông 2 người con, nhưng đều chết sớm.
Từ năm 1825 đến 1828, ông làm cho một toà đại sứ Pháp tại Ý. Năm sau (1829), ông gia nhập viện hàn lâm Pháp. Ngày 24 tháng 2 năm 1848, ông được bầu làm bộ trưởng Ngoại giao Pháp và giữ chức này được gần 3 tháng. Lúc này ông vẫn có chân trong chính phủ Pháp lâm thời.
Năm 1851, ông tuyên bố rút lui khỏi chính trường, về quê nhà, sống rất thiếu thốn bằng nghề viết văn.
Năm 1869, ông mất tại Paris, hưởng thọ 79 tuổi.

## Tác phẩm
Tên tuổi của Lamartine gắn liền với tập thơ "Méditations" (Trầm tư), tập 1 ra đời năm 1820, tập 2 ra đời năm 1823 (còn gọi là tập "Nouvelles Méditations"(Trầm tư mới), đều được coi là những tác phẩm giá trị nhất của ông. Song những sáng tác đáng chú ý còn phải kể đến tập thơ "Harmonies poétiques et religieuses" (Hoà âm thi tứ và đạo lý, 1829), "Recueillements" (Mặc tưởng, 1839), tiểu thuyết "Jocelyn" (1836) và "Graziella" (1952).
Danh sách những sáng tác của Lamartine:
- Saül (1818)
- Méditations poétiques (Trầm tư) (1820) tập thơ
- Nouvelles Méditations (Trầm tư, tập mới) (1823) tập thơ
- Harmonies poétiques et religieuses (Hoà âm thi tứ và đạo lí) (1830) tập thơ
- Sur la politique rationnelle (1831)
- Voyage en Orient (1835)
- Jocelyn (1836) tiểu thuyết
- La chute d'un ange (1838)
- Recueillements poétiques (Mặc tưởng) (1839) tập thơ
- Histoire des Girondins (1847)
- Raphaël (1849)
- Confidences (1849)
- Geneviève, histoire d'une servante (1851)
- Graziella (1852) tiểu thuyết
- Les visions (1853)
- Histoire de la Turquie (1854)
- Cours familier de littérature (1856)